# 数码打印命令格式
数码打印命令格式（DPOF）是一种允许数码相机的用户定义打印存储卡上的哪些图片，打印张数或其他图片信息。
DPOF通常由存储卡上特殊目录下的一组文本文件组成。在数码相机上，这一选项可以通过一个菜单模式设置。然后，存储卡可以拿到图片社或直接通过兼容的打印机输出。